# Mécanisme de Vickrey-Clarke-Groves

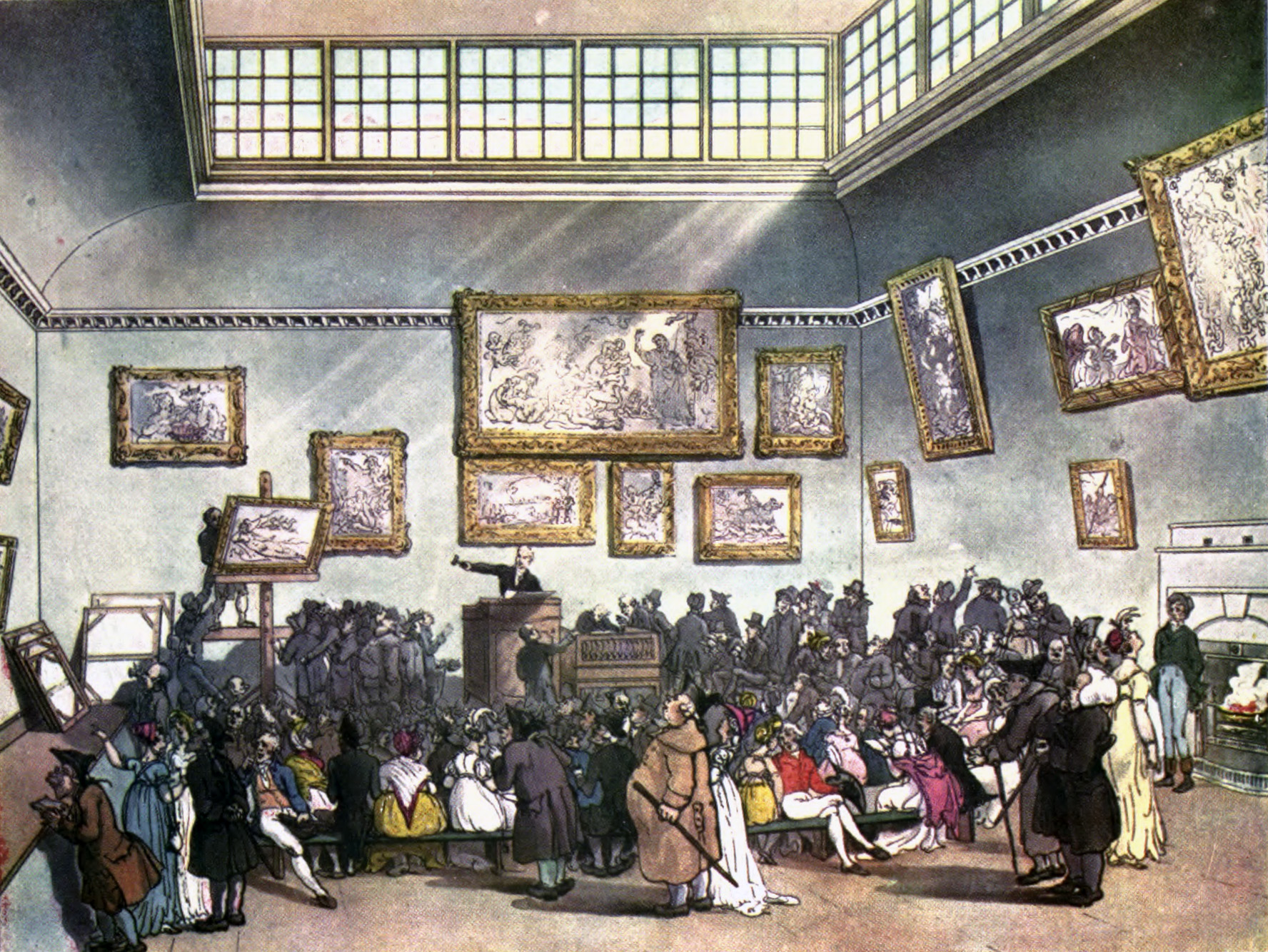
Microcosme de Londres représentant une vente aux enchères.

Le mécanisme de Vickrey-Clarke-Groves (VCG) est un type d'enchère où les individus ont intérêt à révéler les vraies valeurs qu'ils attribuent aux biens. Il s'agit d'une généralisation de l'enchère de Vickrey dans le cas de plusieurs biens.

## Définition formelle
Pour tout ensemble de biens aux enchères {\displaystyle M=\{b_{1},\ldots ,b_{m}\}} et un ensemble d'enchérisseurs {\displaystyle N=\{e_{1},\ldots ,e_{n}\}}, on note {\displaystyle U_{N}^{M}} l'utilité sociale de l'enchère VCG pour une combinaison donnée de mises. Un enchérisseur {\displaystyle e_{i}} qui obtient le bien {\displaystyle b_{j}} paye {\displaystyle U_{N\setminus \{e_{i}\}}^{M}-U_{N\setminus \{e_{i}\}}^{M\setminus \{b_{j}\}}}, qui est le coût social de son succès supporté par les autres enchérisseurs.
En effet, l'ensemble des enchérisseurs excepté {\displaystyle \{e_{i}\}} est {\displaystyle N\setminus \{e_{i}\}}. Lorsque le bien {\displaystyle b_{j}} est disponible, ils obtiennent l'utilité sociale {\displaystyle U_{N\setminus \{e_{i}\}}^{M}.} L'attribution du bien à {\displaystyle e_{i}} réduit l'ensemble de biens aux enchères à {\displaystyle M\setminus \{b_{j}\}} et l'utilité sociale devient {\displaystyle U_{N\setminus \{e_{i}\}}^{M\setminus \{b_{j}\}}}. La différence entre ces deux niveaux de valeur sociale est le paiement pour le bien {\displaystyle b_{j}} obtenu par le gagnant {\displaystyle e_{i}}.
Soit {\displaystyle V} la valeur pour le gagnant du bien {\displaystyle b_{j}}. Il obtient ainsi l'utilité {\displaystyle V-\left[U_{N\setminus \{e_{i}\}}^{M}-U_{N\setminus \{e_{i}\}}^{M\setminus \{b_{j}\}}\right].}

## Application aux biens publics
Prenons le cas d'une procédure pour déterminer la quantité d'un bien public.
Chaque individu envoie un message au bureau qui s'occupe de l'administration du bien public. Ce message peut indiquer les vraies préférences pour le bien public ou l'information peut être fausse.
Supposons que la fonction d'utilité de l'individu {\displaystyle i} soit :
{\displaystyle u_{i}=f_{i}(x)+z_{i}}
où {\displaystyle x} est le bien public et {\displaystyle z_{i}} un bien privé. La fonction {\displaystyle f_{i}(x)} est appelée la fonction d'évaluation du bien public. L'hypothèse de séparabilité en ce qui concerne le bien public est indispensable au bon fonctionnement du mécanisme proposé par ces auteurs. Cette fonction d'utilité implique qu'il n'y a pas d'effet de revenu dans l'évaluation du bien public.
Soit {\displaystyle p} le prix du bien public. Le bien privé est utilisé comme numéraire (étalon de valeur) avec un prix égal à l'unité. Le bureau qui s'occupe de l'administration du bien public détermine la quantité à produire en utilisant les informations reçues (par exemple, les valeurs du bien public selon les différents individus).
Il choisit la quantité qui maximise le bénéfice net global :
{\displaystyle G=\sum _{i=1}^{h}f_{i}(x)-px}
où {\displaystyle h} est le nombre d'individus.
La condition de premier ordre est :
{\displaystyle \sum f_{i}'(x)=p}
Si le bien public est produit par une entreprise en situation de concurrence parfaite, elle égalisera le taux de transformation des produits au rapport des prix ({\displaystyle p}). Par conséquent, la condition de premier ordre pour la maximisation du bénéfice net global implique que la quantité choisie correspond à un état de rendement social maximum (condition de Samuelson: somme des taux marginaux de substitution égale au taux de transformation des produits).
Le bureau fixe la taxe en utilisant la formule suivante :
{\displaystyle T_{i}=p{\hat {x}}-\sum _{j\neq i}^{h}f_{j}({\hat {x}})}
où {\displaystyle {\hat {x}}} est la quantité produite de bien public.
Ce schéma incite les individus à envoyer un message correspondant à leurs vraies préférences. En effet, la maximisation de l'utilité sous la contrainte budgétaire :
{\displaystyle z_{i}+T_{i}=y_{i}}
où {\displaystyle y_{i}} est le revenu, revient à maximiser l'expression :
{\displaystyle f_{i}(x)+y_{i}-T_{i}}.
L'individu connaît la formule utilisée par le bureau pour fixer la taxe. D'autre part, le revenu du consommateur ne dépend pas de la quantité produite de bien public. Par conséquent, le consommateur maximise l'expression suivante :
{\displaystyle f_{i}(x)-[px-\sum _{j\neq i}f_{j}(x)]}
Si le consommateur révèle ses vraies préférences, le bureau maximise l'expression suivante :
{\displaystyle G=\sum _{j=1}^{h}f_{j}(x)-px=f_{i}(x)+\sum _{j\neq i}^{h}f_{j}(x)-px=f_{i}(x)-[px-\sum _{j\neq i}^{h}f_{j}(x)]}
qui est identique à celle utilisée par le consommateur. Par conséquent, l'individu a intérêt à révéler ses vraies préférences car alors l'objectif du bureau est identique au sien. En d'autres termes, dire la vérité est une stratégie dominante dans ce cas. Même si les autres individus donnent des informations fausses, cette stratégie reste la meilleure.
Exemple 
Soient les fonctions d'utilité :
{\displaystyle u_{1}=3{\sqrt {x}}+z_{1}\quad ;\quad u_{2}={\sqrt {x}}+z_{2}}
Le prix du bien public est égal à l'unité.
La quantité produite, selon le schéma ci-dessus, est alors {\displaystyle {\hat {x}}=4} et les taxes {\displaystyle T_{1}=2}, {\displaystyle T_{2}=-2}.
Comme cet exemple le montre, ce schéma ne permet pas toujours de financer la production du bien public. Toutefois, il suffit d'ajouter un terme qui ne dépend ni de {\displaystyle f_{i}(x)}, ni de {\displaystyle x} et qui assure une recette fiscale suffisante. En effet, ce terme ne modifie pas les résultats obtenus ci-dessus. On peut alors fixer les taxes en utilisant l'expression suivante :
{\displaystyle T_{i}=p{\frac {\hat {x}}{h}}+S_{i}-\sum _{j\neq i}[f_{j}({\hat {x}})-p{\frac {\hat {x}}{h}}]}
avec
{\displaystyle S_{i}=\max _{x}\ \sum _{j\neq i}[f_{j}(x)-p{\frac {x}{h}}]}
Comme {\displaystyle S_{i}\geq \sum [f_{j}({\hat {x}})-p{\hat {x}}/h]}, on aura {\displaystyle \sum T_{i}\geq p{\hat {x}}} et le financement du bien public est assuré.
Exemple
En reprenant l'exemple précédent, on obtient les taxes suivantes :
{\displaystyle T_{1}=2+0.5-0=2.5\quad ;\quad T_{2}=2+4.5-4=2.5}
Si les recettes sont supérieures au coût du bien public, comme dans l'exemple ci-dessus, on a un paradoxe. La condition d'optimalité pour le bien public est satisfaite mais la solution trouvée ne peut pas représenter un état de rendement social maximum car il y a un surplus. D'autre part, si le surplus est redistribué aux individus, il faudra changer tout le mécanisme proposé. En effet, les individus tiendront compte de cette possibilité et alors dire la vérité n'est plus une stratégie dominante.
Groves et Ledyard ont proposé un schéma beaucoup plus général, qui ne donne pas de surplus. D'après cette procédure, les individus indiquent au bureau l'augmentation désirée de la production du bien public. Cette indication dépendra des valeurs indiquées par les autres. Il faudra alors que quelqu'un commence et que la procédure converge vers une solution globalement cohérente. Le bureau qui administre le bien public détermine la quantité à produire en additionnant toutes les propositions individuelles ({\displaystyle \Delta _{i}}):
{\displaystyle {\hat {x}}=\sum _{i=1}^{h}\Delta _{i}}.
Les taxes sont fixées en utilisant la formule suivante :
{\displaystyle T_{i}=p{\frac {\hat {x}}{h}}+{\frac {\gamma }{2}}\left[{\frac {h-1}{h}}(\Delta _{i}-A_{i})^{2}-\sum _{j\neq i}{\frac {1}{h-2}}(\Delta _{j}-A_{i})^{2}\right]}
où
{\displaystyle A_{i}={\frac {1}{h-1}}\sum _{j\neq i}\Delta _{j}={\frac {1}{h-1}}({\hat {x}}-\Delta _{i})}
et {\displaystyle \gamma } est une constante positive.
Groves et Ledyard supposent que les individus considèrent que l'accroissement indiqué par les autres est une donnée. Cette hypothèse correspond à celle utilisée dans l'équilibre de Nash. On peut alors dire que ce schéma conduit à un équilibre de Nash correspondant à un état de rendement social maximum.
Il convient de préciser que toute recherche d'un mécanisme satisfaisant ne peut pas arriver à des résultats qui contredisent l'impossibilité des procédures de décision collective (voir théorème d'impossibilité d'Arrow). En effet, Hurwicz a montré qu'il n'existe aucun mécanisme d'allocation des ressources qui représente toujours une stratégie dominante pour chaque individu et conduise à un état de rendement social maximum. En d'autres termes, dire la vérité n'est pas toujours une stratégie dominante dans les mécanismes d'allocation des ressources. Ce résultat négatif est aussi valable pour les biens privés, sauf dans des économies atomistiques. En effet, si les agents ne considèrent pas les prix comme une donnée, ils peuvent obtenir un meilleur résultat en adoptant un comportement stratégique. Toutefois, dans le cas des biens privés l'hypothèse de prix fixes est assez raisonnable lorsque le nombre d'agents est élevé (par exemple, lorsqu'un consommateur achète un kilogramme de sucre il considère que le prix est fixe). Par contre, pour les biens publics cette hypothèse est plus difficile à accepter. On espère toujours que ce soient les autres qui payent.